# Nicolai Gedda
Nicolai Gedda, właśc. Harry Gustaf Nikolai Lindberg, także Gädda (ur. 11 lipca 1925 w Sztokholmie, zm. 8 stycznia 2017 w Tolochenaz) – szwedzki śpiewak operowy, tenor.
W 1952 debiutował w Sztokholmie i w ciągu kilku lat zyskał światową sławę jako jeden z najwybitniejszych tenorów lirycznych o wyjątkowej muzykalności i kulturze. Występował w wiodących teatrach operowych, m.in. La Scali w Mediolanie, Covent Garden Theatre w Londynie i Metropolitan Opera w Nowym Jorku. Największe sukcesy odniósł w repertuarze mozartowskim – jako Don Ottavio w Don Giovannim i Tamino w Czarodziejskim flecie – w operach włoskich i francuskich, dawał również recitale pieśni. Kilkakrotnie występował w Warszawie.
W 2010 został uhonorowany najwyższym odznaczeniem nadawanym przez państwo francuskie: Orderem Legii Honorowej.